# توندوشکا
توندوشکا (به لاتین: Tondoshka) یک منطقهٔ مسکونی در روسیه است که در جمهوری آلتای واقع شده‌است.